# Julien d'Orta
Pour les articles homonymes, voir Saint Julien.
Julien d'Orta était un diacre qui, avec son frère saint Jules, exerça une activité missionnaire, au IVe siècle, autour du lac d'Orta dans le diocèse de Novare en Lombardie. Il est mort en 391, peu de temps après son frère. 
Fête : 7 janvier.

## Histoire et tradition
Saint Julien d'Orta, diacre, et son frère Jules, prêtre, sont nés dans l'île d'Égine en Grèce, au IVe siècle. Les deux frères auraient été formés à Athènes.
Ils sont ensuite venus en Piémont, sur les rives du petit lac d'Orta. Ils auraient fondé une centaine d'églises et de chapelles dans la région du lac Majeur, mais deux seulement ont une origine paléochrétienne avérée : la basilique Saint-Jules à Orta San Giulio et l'église Saint-Laurent à Gozzano. 
Le culte des deux saints est resté dans les paroisses établies sur les rives du Lac d'Orta et dans les environs du lac Majeur. L'actuel lac d'Orta était appelé Cusio dans l'Antiquité. Puis il devint Lago San Giulio au Moyen Âge et après.